# Museo della Val Gardena
Il Museo della Val Gardena (in ladino Museum Gherdëina, in tedesco Museum Gröden) è un museo etnografico situato nel centro di Ortisei in Val Gardena in Alto Adige.

## Storia
Venne inaugurato il 6 agosto 1960 nella Cësa di Ladins. L'edificio venne costruito dall'Union di Ladins de Gherdëina per essere un centro di cultura per le cinque vallate ladine delle Dolomiti. Oltre al museo si trovano nell'edificio la biblioteca, con pubblicazioni e studi sull'area ladina, una sala per manifestazioni e rappresentazioni teatrali e il vecchio studio di registrazione del Radio Ladin de Gherdëina.
Le collezioni del museo sono distribuite su due piani e si dividono in sei reparti principali: scultura in legno dal XVI al XX secolo, pitture di noti artisti locali, antichi giocattoli in legno, minerali e fossili delle Dolomiti, fauna e flora alpina, reperti archeologici del territorio gardenese, mostra e archivio Luis Trenker.

## Attività
Il Museo della Val Gardena svolge ricerche nell'ambito della scultura lignea gardenese, masi antichi della Val Gardena e dell'ornitologia; inoltre cura l'archivio di Luis Trenker, l'archivio digitale del Radio Ladin de Gherdëina e l'archivio digitale delle opere del pittore Josef Moroder-Lusenberg. È in corso uno studio di riprogettazione di tutta l'area museale.

## Collezioni

### Ingresso
Nell'ampio scalone è appeso il crocifisso ligneo di stile espressionista degli scultori gardenesi Vinzenz Peristi e Batista Walpoth del 1932, un tempo esposto sulle alture del monte Seurasass (2025 m). Di particolare interesse è il quadro di Josef Moroder-Lusenberg, che illustra una veduta storica di Ortisei nell'anno 1860.

### Sala della Chiesa di San Giacomo

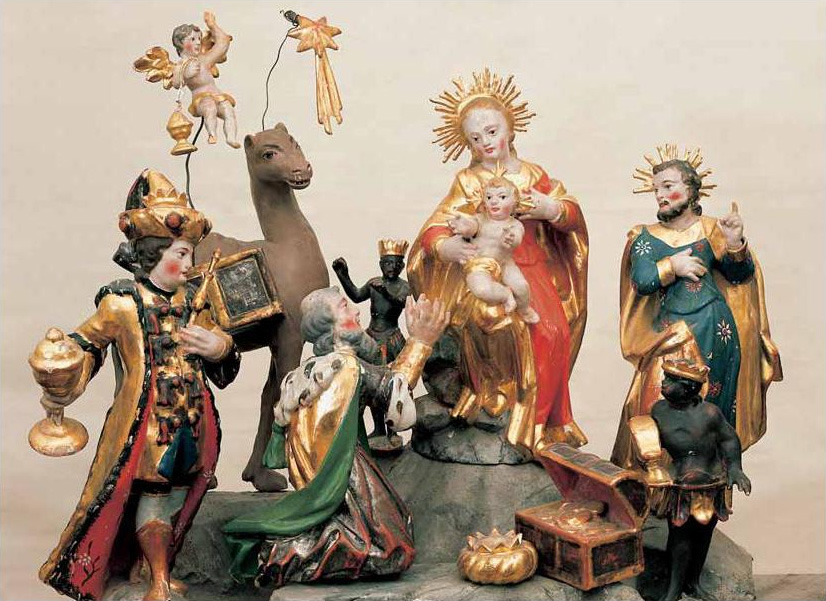
Presepe barocco della chiesa di San Giacomo

Oltre ad alcune opere rare dei primi scultori Trebinger (inizio XVII sec.) sono qui esposte le sculture originali della chiesa di San Giacomo di Ortisei, la più antica chiesa della valle (nella chiesa stessa, per motivi di sicurezza, si trovano delle copie). Tali opere vengono attribuite a Melchiorre (1622-1689) e Cassiano Vinazer (1710-1789), i quali appartengono ad una dinastia di scultori di notevole capacità artistica, che ha dominato la scultura in legno nella valle per due secoli fino al 1817, quando morì l'ultimo discendente dei Vinazer a Toledo in Spagna. È qui custodita anche la pala d'altare della chiesa di San Giacomo con l'immagine della Madonna col Bambino, san Giacomo e sant'Enrico, dipinta da Franz Sebald Unterperger di Cavalese (1751).

### Sala delle sculture
La prima vetrina mostra diverse figure religiose risalenti al primo periodo della scultura gardenese (Scuola Vinazer); nelle vetrine seguenti si può ammirare la vasta documentazione di soggetti d'arte sacra, che predominano in origine (XVII-XVIII sec.), e di sculture profane di genere allegorico, di animali, caricature e porta orologi del XVIII fino alla metà del XX sec. Di notevole interesse artistico è la collezione di 120 opere dello scultore Albino Pitscheider (1877-1962), come pure la collezione di sculture di Luis Insam. Dell'artista Johann Dominik Mahlknecht (1796-1876) il museo possiede la figura in gesso della santa Filomena, il cui originale si trova nella chiesa di Saint Germain l'Auxerrois a Parigi. Anteriore alla produzione locale è il cosiddetto Cristo di Vallunga (XVII-XVIII sec.)

### Mineralogia, paleontologia, geologia e zoologia

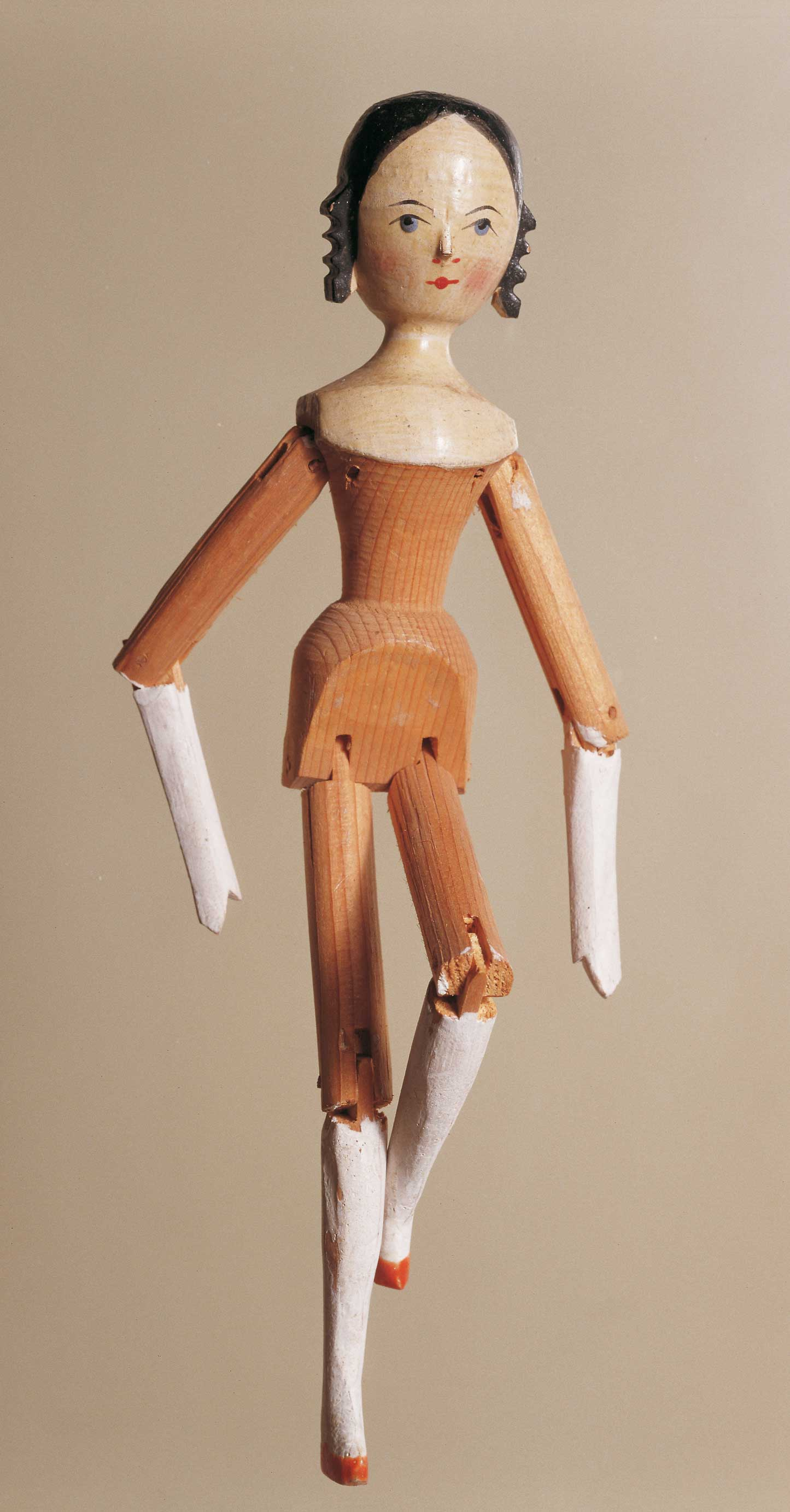
Tipiche bambole manufatte in Val Gardena nell'800

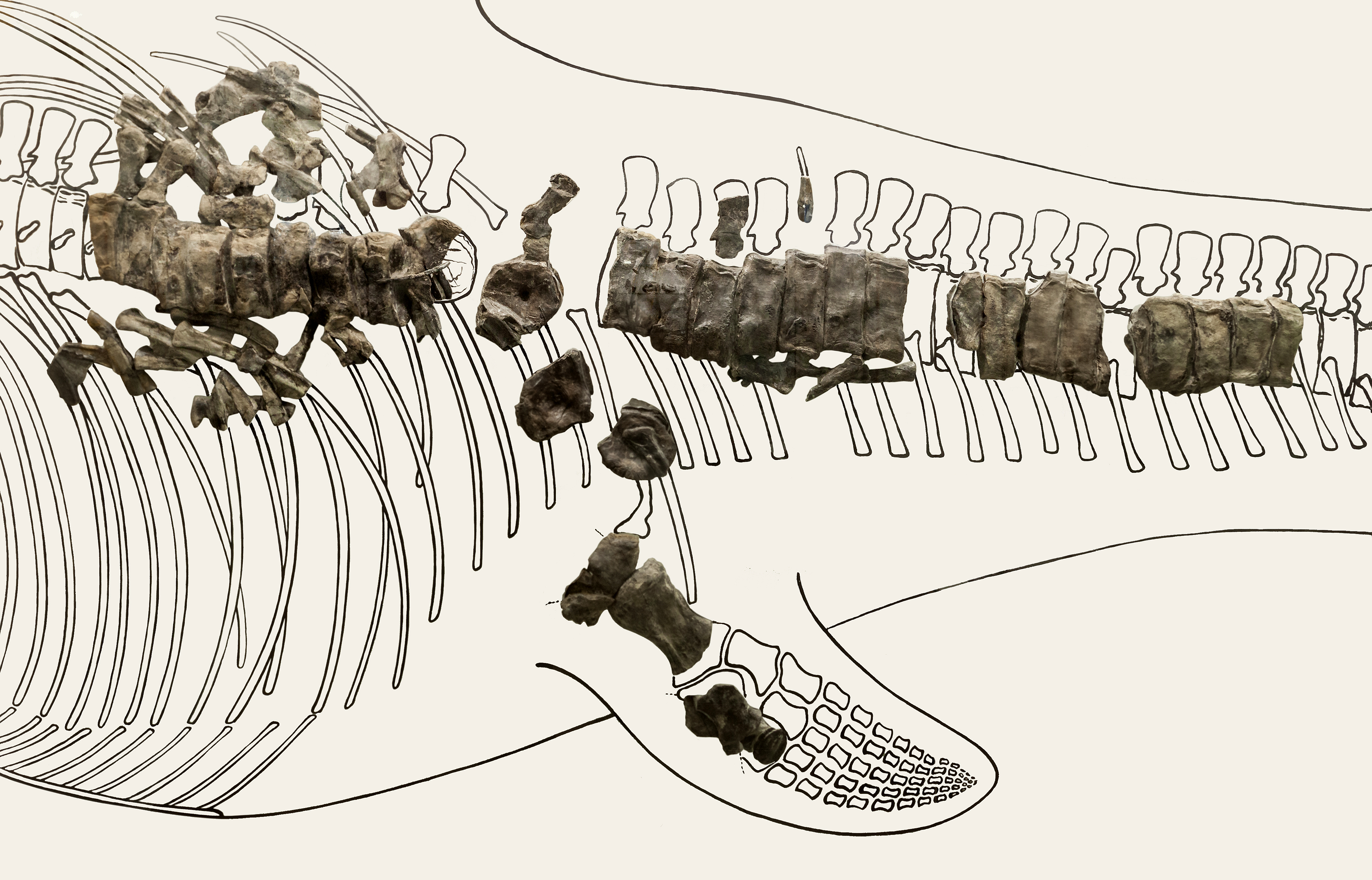
Cymbospondylus, ittiosauro de la Seceda

Vi è esposta la vasta collezione di minerali e fossili rinvenuti nella Val Gardena e nelle montagne circostanti. La collezione paleontologica raccoglie fossili vari risalenti ai periodi Permiano (290 -65 Mil. d'anni), Triassico, Giurassico e Cretaceo delle Dolomiti di Gardena e di Fassa.
Tra i fossili più importanti esposti, in successione cronologica:
- i resti di una pianta, battezzata Ortiseia leonardii Florin, che risale all'età del Permiano medio (290-260 MA), conservatasi nelle Arenarie di Val Gardena per carbonizzazione;
- diversi nautiloidi della formazione a Bellerophon del Permiano superiore; di tale formazione è importante il calco naturale e l'impronta di pesce Archaeolepidotus leonardii conservatosi per carbonizzazione;
- l'impressionante scheletro di un ittiosauro, animale marino della lunghezza stimata di circa sei metri, trovato nel 1968 da Hans Comploj e Meinhard Strobl tra gli strati di Livinallongo; del periodo del Triassico superiore il museo espone inoltre coralli e molluschi gasteropodi e lamellibranchi; altre vetrine sono riservate a diversi esemplari di ammoniti delle Marne del Puez (Cretaceo inferiore,130-95 MA).

La sezione dedicata ai minerali raccoglie in maniera pressoché completa gli esemplari rinvenuti nella valle. Inoltre sono in mostra minerali tipici dell'Alpe di Siusi e le famose geodi di Tiso, nonché minerali provenienti da altre regioni, come ametista, zolfo, apofillite e cristalli di quarzo piramidali.
Nel giroscale al secondo piano si trova ora esposta la singolare Tela quaresimale proveniente dalla chiesa di San Giacomo (1620/30), unico esemplare del suo genere conservatosi per intero in Alto Adige.

### Collezione giocattoli di legno
È esposta una esauriente raccolta del giocattolo in legno gardenese, la cui produzione iniziò nei primi anni del '700. Spicca l'importanza delle tipiche bambole gardenesi, che venivano fabbricate in tante misure ed esportate in tutto il mondo.

### Pittura

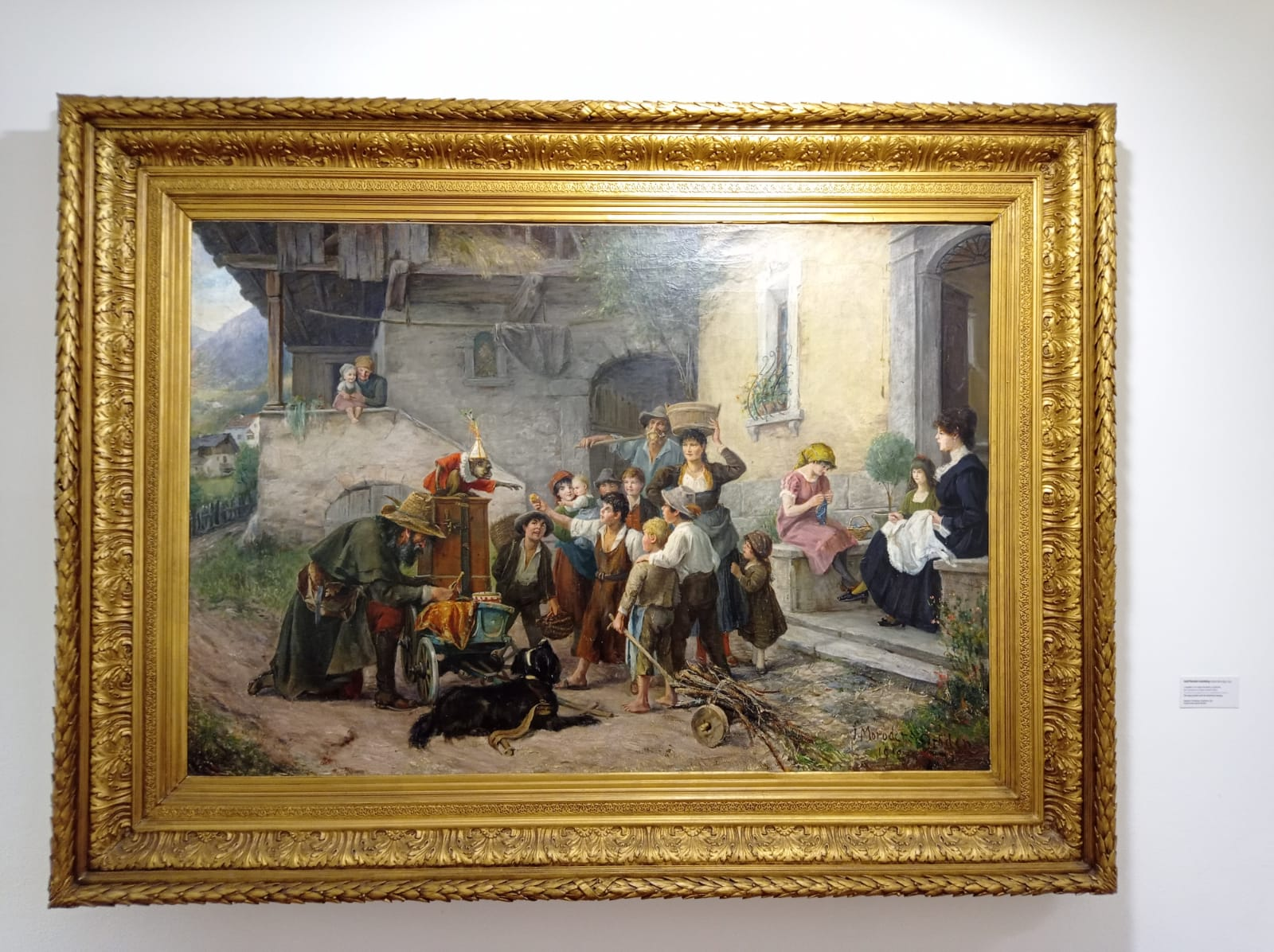
Un quadro esposto al museo.

La mostra di pitture raccoglie opere del noto pittore ladino Josef Moroder-Lusenberg (1846-1939) e di altri artisti locali.

### Archeologia
Infine si trova sullo stesso piano la sezione archeologica, con raccolta di numerosi reperti preistorici, tra cui una serie di manufatti litici di selce e di cristallo di rocca venuti alla luce al Plan de Frea presso il Passo Gardena, che consentono di fissare l'età dell'insediamento attorno al 7000-5500 anni a.C. Vi è esposta anche la collezione di oggetti di bronzo e di ferro rinvenuti in località Col de Flam presso Ortisei (Cultura di La Tène, circa 400-15 a.C.).
Uno spazio espositivo è riservato allo scalatore, attore, scrittore e regista Luis Trenker, nativo di Ortisei, con oggetti personali e documenti della sua carriera artistica, tra cui i ritratti dei genitori, commissionati al pittore Ignaz Stolz nel 1838, acquisiti dal museo nel 2012.

## Pubblicazioni a cura del Museo

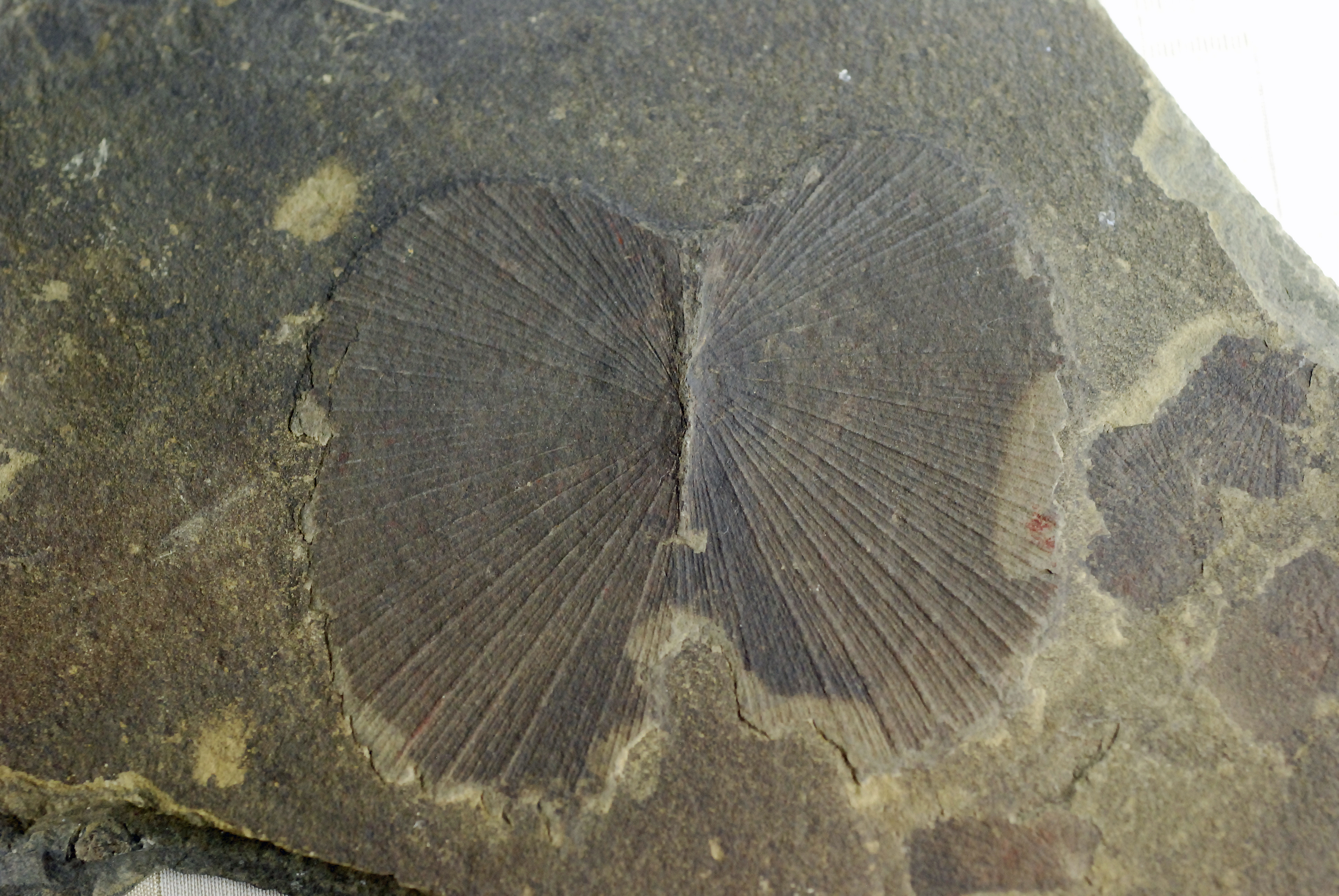
Daonella lommeli un fossile della collezione del museo dagli strati di La Valle

- Padre Viktor Welponer, Edgar Moroder, Reimo Lunz, Adolf Kostner, Johann Moroder, Rudolf Moroder Rudolfine, Rita Stäblein, L Museum de Gherdëina - La Val Gardena e il suo Museo Storia – Arte – Natura, 1985.
- Rudolf Moroder Rudolfine (traduzione in ladino e italiano di Roland Verra), Albino Pitscheider 1877-1962 Sculteur y maester - Bildhauer und Fachlehrer - Scultore e insegnante d'arte, 1987.
- Nicolò Rasmo, Gli scultori Vinazer. Origini dell'attività scultorea in Val Gardena (con un contributo di Juan Nicolò Castro, Toledo), Ortisei, 1989.
- Rita Stäblein e Robert Moroder (con un contributo di Stefen Dell'Antonio-Monech und Otto Senoner), La vedla chiena de Gherdëina - Altes Grödner Holzspielzeug - Il giocattolo in legno della Val Gardena,1994.
- Sen. Cristl Moroder, Rudolf Moroder Rudolfine, Danila Serafini, Ludwig Moroder 1879-1953 Sculteur y Maester, Bildhauer und Fachlehrer, Scultore e insegnante d'arte. Ortisei 2003.
- Lucio Rosa, DVD L Museum de Gherdëina. Testimonianze di una valle dolomitica, 1997.
- Anton Markart (con una introduzione di Paulina Moroder) La tela quaresimale della Val Gardena.
- Eva Gadner, Gert Amman, Peter Weiermair, Josef Moroder Lusenberg, Bera Sepl da Jumbierch, Editori: Istitut Ladin Micura da Ru, Museum Gherdëina, Südtiroler Kulturinstitut 2009. ISBN 978-88-8171-085-0
- Barbara Lanz, Sonja Mitterer, Pianta dei masi della Val Gardena, Museum Gherdëina, Ortisei 2014. ISBN 978-88-909015-0-8